# 海洋號列車 (加拿大)
海洋號（法語：L'Océan）是加拿大維亞鐵路運營的城際鐵路客運列車，往返于魁北克省蒙特利爾和新斯科舍省哈利法克斯之間。它是北美最古老的連續運營的命名客運列車。

## 路线
铁路上有一条前往加斯佩的支线铁路，但是已暂停运营，预计2026年恢复运营。